# Заса Мэргэн
Заса Мэргэн, в бурятской мифологии — бог грозы, разъезжающий на буром ястреб-коне.
Старший сын Хормусты, брат Гэсэр-хана, Заса Мэргэн женился на дочери Сагана Себдега Сэсэг Ногон. Она стала его невестой после того, как он победил в борьбе трех сыновей Ата Улана: Саган Хасар Буха, Шара Хасар Буха, и Хара Хасар Буха.